# Populus adenopoda
Populus adenopoda é uma espécie de árvore do gênero Populus, pertencente à família Salicaceae. É nativa do leste da Ásia.